# 郭河站
郭河站是一个合九线上的铁路车站，位于安徽省庐江县郭河镇，建于1995年，目前为四等站，邮政编码为231522。目前不办理客、货运营业。